# Экструсома
Экструсома — секреторный пузырек, выталкиваемый (extrusion) на поверхность клеток инфузорий в процессе экзоцитоза и содержащий различные секретируемые вещества (например, муцин и т.п.); расположенные рядами на внешней поверхности клетки экструсомы при определенных условиях могут образовывать плотную капсулу.

## Типы экструсом
- веретеновидные трихоцисты	— увеличивается в длину в 8 раз, биологическая роль - защита от врагов
- токсицисты, рабдоцисты и гаптоцисты	— выворачивающаяся трубка с ядом
- мукоцисты	— выброс слизи
- эжектосомы	— выброс длинных трубок
- нематоцисты	— стрекательная капсула
- дискоболоцисты	— неясная функция
- кинетоцисты	— пузырьки со сложным содержимым и неясной функцией.
- анкорацисты — экструсомы наподобие якоря.